# Ken Fagerberg
Ken Fagerberg (* 9. Januar 1989) ist ein schwedischer ehemaliger Fußballspieler. Der Stürmer verließ 2008 sein Heimatland in Richtung Dänemark und kehrte 2016 zurück. Den Spätherbst der Karriere bestritt er auf den Färöer-Inseln.

## Werdegang
Fagerberg begann mit dem Fußballspielen bei Lindholmens BK. 2000 wechselte der Stürmer in die Jugendabteilung des Traditionsvereins Örgryte IS. Im April 2007 debütierte er für den Klub in der Superettan. Auf Anhieb konnte er sich einen Stammplatz erspielen und zeichnete sich durch seine Treffsicherheit aus. Neben zwölf Saisontoren, die ihm den achten Platz in der Torschützenliste einbrachten, bereitete er zwei weitere Tore vor.
Nach seinem hervorragenden Start in den Männerfußball wurde Fagerberg auch in die schwedische U18-Auswahl berufen und debütierte beim 1:0-Erfolg der Mannschaft gegen die Jugendmannschaft von Ajax Amsterdam. Beim 2:0-Erfolg über den Nachwuchs von Feyenoord Rotterdam zwei Tage später erzielte er sein erstes Tor im Nationaltrikot. In der Folge etablierte er sich in der Auswahlmannschaft als regelmäßiger Torschütze und empfahl sich damit für höhere Aufgaben. Am 6. Februar 2008 stand er erstmals in der schwedischen U21-Nationalmannschaft, als er bei der 0:3-Niederlage gegen die portugiesische Juniorennationalmannschaft 45 Spielminuten absolvierte. In der Halbzeitpause wurde er durch Rawez Lawan ersetzt.
Entsprechend machte Fagerberg national wie international auf sich aufmerksam und so gab es schnell Gerüchte, Vereine wie IFK Norrköping aber auch Sampdoria Genua seien an ihm interessiert. Zur Spielzeit 2008 wechselte er jedoch nach Dänemark zum FC Midtjylland in die Superliga, wo er einen Dreijahresvertrag unterschrieb.

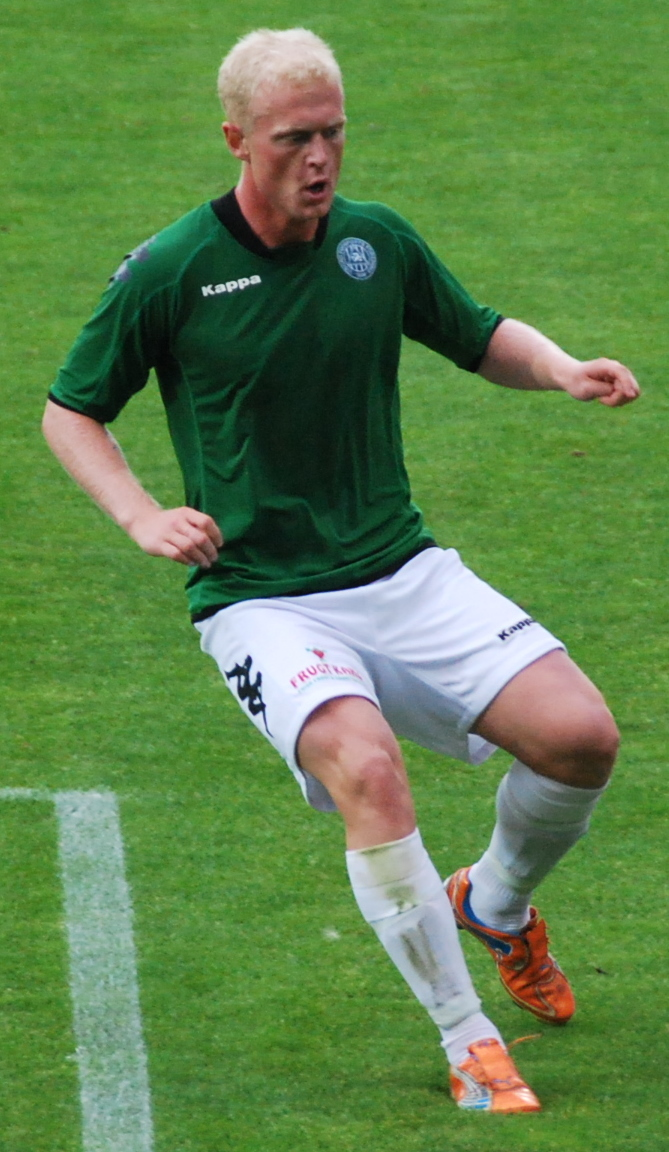
Ken Fagerberg, 2011

Bei seinem neuen Arbeitgeber konnte sich Fagerberg in der Rückrunde der Spielzeit 2007/08 nicht dauerhaft in der Stammformation festsetzen und schwankte zwischen erster Elf und Ersatzbank. Am Saisonende belegte er mit der Mannschaft hinter Meister Aalborg BK den zweiten Tabellenrang, so dass er im Juli 2008 in der ersten Qualifikationsrunde zum UEFA-Pokal 2008/09 gegen den walisischen Vertreter Bangor City zu seinem Debüt im Europapokal kam. Dabei wurde er kurz nach der Halbzeitpause ausgewechselt, der für ihn eingewechselte Kim Christensen erzielte innerhalb von zehn Minuten einen Hattrick. Nach Verletzungsproblemen kam er im Laufe der anschließenden Superliga-Spielzeit nur unregelmäßig zum Einsatz.
Anfang 2010 kehrte Fagerberg auf Leihbasis zu seiner ersten Profistation Örgryte IS zurück. Bis zum Sommer lief er in zehn Spielen für den Göteborger Klub in der Superettan auf. Nach Ablauf der Leihfrist im Sommer entschied er sich zur Rückkehr nach Dänemark. Nach seiner Rückkehr kam er hauptsächlich in der Reservemannschaft des Klubs zum Einsatz, gehörte aber auch unregelmäßig zum Erstliga-Kader von Trainer Allan Kuhn.
Nach einer Leihphase 2011 zum dänischen Zweitligisten Viborg FF, in der Fagerberg als regelmäßiger Torschütze zu glänzen wusste, verpasste er erneut den Durchbruch beim FC Midtjylland und wurde schließlich im Sommer 2012 zum AC Horsens transferiert. Hier war der Aufenthalt von diversen Verletzungen überschattet, so dass er im Januar 2014 zu Viborg FF zurückkehrte und dort einen Vertrag mit zweieinhalb Jahren Laufzeit unterzeichnete. Jedoch blieb sein zweiter Aufenthalt beim Klub erfolglos, lediglich zwei Kurzeinsätze bestritt er bis zum Saisonende und wurde anschließend freigestellt. Daraufhin verpflichtete ihn der Zweitligist Vendsyssel FF.
Im Januar 2016 kehrte Fagerberg nach Schweden zurück und schloss sich dem Zweitligisten Assyriska Föreningen an, bei dem er einen Zweijahresvertrag unterzeichnete. Nachdem der Klub seinen Vertrag alsbald erneut verhandeln wollte und dabei ein geringeres Gehalt vorsah, verließ er nach nur einer halben Spielzeit, in der er zwischen Ersatzbank und Startelf geschwankt hatte, den Klub erneut und wechselte innerhalb der Superettan zum Ljungskile SK. Zu Beginn des Jahres 2017 wechselte er zu 07 Vestur auf den Färöern, zwei Jahre später zu Tvøroyri und nach einiger Zeit in deren Zweitvertretung als Spieletrainer zu Bóltfelagið Royn. Seine aktive Laufbahn beendete er mit Beginn des Jahres 2024.